# Henry Mayer (Radsportler)

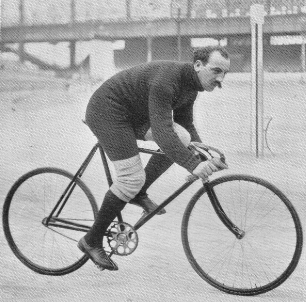
Henry Mayer (1904)

Mayer nach seinem Sieg beim Grand Prix de Paris

Henry Mayer (auch Henri Mayer; * 16. Januar 1878 in Hannover; † 1955 in Hildesheim) war ein deutscher Radrennfahrer.
Henry Mayer begann seine sportliche Laufbahn zunächst als Fußballer, bevor er auf das Rad umstieg und 1899 Profi als Flieger (Sprinter) auf der Bahn wurde.
In den folgenden Jahren fuhr Mayer auf zahlreichen Bahnen, vorzugsweise in Frankreich, wo er auch oft trainierte und sich zu einem exzellenten Taktiker entwickelte. Seine Fans dort gaben ihm den Spitznamen „Ya-Ya“. 1904 gewann er den Bahnklassiker Grand Prix de Paris vor Walter Rütt und Thorvald Ellegaard sowie den Grand Prix d’Angers, den Grand Prix d’Anvers und 1905 den Grand Prix de l’UVF. 1907 gewann er den Grand Prix d’Angers erneut. Bei den Bahn-Radweltmeisterschaften (1904, 1905) wurde er einmal Zweiter (1907) und zweimal Dritter. Er gewann einige Große Preise für Bahnsprinter, so siegte er 1905 im Großen Preis von Thüringen.
Mayer war der Grund für ein Zerwürfnis zwischen den deutschen Radsportverbänden und der Union Cycliste Internationale (UCI). In einem Zwischenlauf gegen seinen Freund Émile Friol wurden diesem der Sieg zuerkannt, wogegen die Deutschen erfolglos protestierten, mit allen ihren Fahrern die Weltmeisterschaft verließen und dann für zwei Jahre aus der UCI austraten. 1912 trat Mayer, der als Spezialist für Stehversuche galt, vom aktiven Sport zurück.
Nach dem Ersten Weltkrieg stieg er nochmal auf das Rad und gelangte 1923 als 45-Jähriger sogar in den Endlauf der Deutschen Meisterschaft der Flieger. Anschließend wurde er in der Fabrik eines Verwandten tätig und wandte sich zudem seinem Hobby, dem Pferdesport, zu.
Im Alter von 77 Jahren starb Henry Mayer in einem Pflegeheim in Hildesheim.

## Trivia
Mayer war freundschaftlich mit dem französischen Flieger Gabriel Poulain verbunden. Aus dieser Freundschaft wurde später eine erbitterte Rivalität, die oft in heftigen Wortgefechten und Beleidigungen gipfelte. 1909 forderte Mayer anlässlich eines erneuten Streites Poulain zu einem Match mit einem persönlichen Geldeinsatz von 1.600 Goldmark heraus. Poulain willigte ein. Zunächst fand sich keine Radrennbahn, die das Duell austragen wollte. Schließlich konnte man die Bahn von Paris-Vincennes dafür gewinnen. Den ersten Lauf gewann Poulain, Mayer den zweiten. Im Entscheidungslauf übten sich die Konkurrenten mehrfach in langen Stehversuchen, insgesamt über eine Zeit von 207 Minuten. Die Rennkommissare setzten beiden mehrmals Fristen, das Rennen zu beenden. Kurz vor Ablauf der letzten Frist, nach weit mehr als drei Stunden Renndauer, bot Poulain an, abzusteigen und das Rennen ohne Sieger zu beenden. Mayer willigte ein, die Fehde war beendet.